# Hisham Ibn al-Kalbi
Hisham Ibn al-Kalbi (737 - 819), también conocido como Ibn al-Kalbi fue un historiador árabe, originario de Irak. Su nombre completo era Abu al-Mundhir Hisham bin Muhammed bin al-Sa'ib bin Bishr al-Kalbi. Nacido en la ciudad de Kufa, pasó la mayor parte de su vida en Bagdad. Como su padre, recogió información sobre la historia y genealogías de los antiguos árabes. Según Fihrist, escribió más de 140 obras. Sus referencias de las genealogías árabes aparecen profusamente citadas en el Kitab al-aghani, cancionero de poesía árabe, escrito entre 1216 y 1220.
Hisham estableció una línea genealógica entre Ismael y Mahoma y estableció la idea de que todos los árabes son descendientes de Ismael. Rastreó profundamente las antiguas tradiciones orales arábigas, pero también se basó en autores que tuvieron acceso directo a las fuentes bíblicas y palmirenses. Su libro Djamharat al Nasab ("La abundancia del parentesco") fue traducido al alemán por W. Caskel (Das genealogische Werk des Hisam Ibn Muhammad al Kalbi) en 1966.